# Flávio Lupo (prefeito da anona)
Flávio Lupo (em latim: Flavius Lupus) foi um oficial romano de meados ou finais do século IV.

## Vida
Era um homem claríssimo. Sua carreira é conhecida a partir de uma inscrição muito danificada de Teano na Campânia. A reconstrução de vários trechos, cuja interpretação é difícil, foram feitas por A. Chastagnol:
| “ | perequator [pera(equatori propter)], "parede de julgamento das cidades cinctendas [muro cincten(das urbes iudicio)], sacro censo/censitor glebal [sacro glebalis ce(nsus)] da Panônia Segunda, curador de Narnienso [(curatori Nar?)niensium], censitor [... /am], cividade [civitatis] [...] procurador/censitor [/tori] dos saltos [saltuum] das províncias de Valéria, Piceno e Campânia, legado enviado do senado/da cidade [misso a senatu/civitate] aos nossos senhores invictíssimos [ad invictissi(mos dominos nos)tros] de censu glebali habito, presidente excelentíssimo/presidente da prov[...] [praesidi pr(aestantissimo)/pr(ov)], prefeito da anona [presumido; não aparece na inscrição] com o direito do gládio [cum iure glad(ii)], [digno patrono] [patrono digno] da ordem de Teano [de mérito marcante] [ob insignia merita] [...] eius defension(is) benejicentiaeque. | ” |